# Пиндемонте, Джованни
Джованни Пиндемонте (4 декабря 1751, Верона — 23 января 1812, там же) — итальянский драматург и поэт.

## Биография
Джованни Пиндемонте родился в веронском патрицианском семействе; занимал довольно важные должности в Венеции и Виченце. Принужденный покинуть Венецию вследствие столкновений с правительством республики, которое он осмеивал в своих стихах, Пиндемонте бежал во Францию, где застал эпилог революционного движения и принял в нём участие, посвятив революции ряд од. Когда на севере Италии была образована Цизальпинская республика, Пиндемонте сделался одним из членов её временного правительства и посвятил в 1797 году республике сонет. Поддерживал деятельность Наполеона, считая его освободителем Италии. Последние годы жизни провёл в Вероне.
Наиболее выдающееся из произведений Пиндемонте — трагедия «tre baccanali di Borna»; сюжет её заимствован из Тита Ливия, но в ней много отголосков современной автору действительности — нападки в духе Вольтера на духовенство под видом жрецов и тому подобное. Тот же дух чувствуется и в другой — по мнению некоторых критиков, самой лучшей — трагедии Пиндемонте «Adelina e Roberto»: действие её происходит в Нидерландах, но она направлена вообще против инквизиции с её пытками, казнями и тюрьмами. Из остальных пьес Пиндемонте наиболее известна «Ginevra di Scozia» (1796). Он писал и стихи; в них есть порой воодушевление и идейное содержание, но форма их недостаточно обработана и красива. Пиндемонте сам издал собрание своих пьес (1804—1805). Его «Poesie e lettere» издано в Болонье (1883).